# ۱۵۲۳ (میلادی)
۱۵۲۳ (میلادی) هزار و پانصد و بیست و سومین سال تقویم میلادی است.

## رویدادها
- برگردان عهد جدید به آلمانی توسط مارتین لوتر
- گوستاف واسا با نام گوستاف یکم در سال ۱۵۲۳ پادشاه سوئد شد.

## درگذشتگان
۱۴ سپتامبر - آدریان ششم، از پاپ‌های کلیسای کاتولیک رم
- ۲۹ اوت – اولریش فن هوتن، شاعر و نویسنده آلمانی (ز. ۱۴۸۸)